# 破防法事件
破防法事件（はぼうほうじけん）は、中核派による暴動を促す演説について破壊活動防止法第39条及び第40条の煽動罪処罰規定が日本国憲法第21条の表現の自由に反しないかが争われた刑事裁判である。

## 概要

### 事件と下級審
沖縄デー事件
1969年に4月28日の沖縄デーのデモに絡んで、中核派幹部が集会において参加した活動家らに対して「霞ヶ関一帯を大混乱に陥れ、大騒擾事態をつくり出し、数千名の武装部隊を組織し、数万人の労働者、学生をその同りに結集して、神田を出発点とし、首相官邸を頂点とする外務省、アメリカ大使館、防衛庁に対して怒涛の進撃を行わなければならない」「首都制圧、首相官邸占拠を目指して、徹底的な闘いを宣言する」旨の演説をした。このことが公務執行妨害、騒擾の罪をせん動するなどしたとして破防法違反に問われた。
1985年3月4日に東京地裁は中核派幹部に対して執行猶予付きの有罪判決を言渡し、1987年3月16日に東京高裁は控訴を棄却した。
なお、中核派最高指導者である本多延嘉も起訴されていたが、保釈中の1975年3月に革マル派によって殺害され（中核派書記長内ゲバ殺人事件）、死亡により公訴棄却となった。
渋谷暴動事件
1971年11月14日の渋谷暴動事件に絡んで、中核派幹部が集会において参加した活動家らに対して「渋谷の機動隊員を撃滅し、一切の建物を焼き尽くして渋谷大暴動を実現する」旨の演説をした。このことが公務執行妨害の罪をせん動するなどしたとして破防法違反に問われた。
1985年10月16日に東京地裁は中核派幹部に対して執行猶予付きの有罪判決を言渡し、1988年10月12日に東京高裁は控訴を棄却した。
なお、渋谷暴動事件では中核派によって警察官1人が殺害されている。

### 最高裁
1990年9月28日に2つの事件について最高裁は「破壊活動防止法第39条及び第40条の煽動は政治的目的をもって各条所定の犯罪を実行させる目的をもって文書若しくは図画又は言動により人に対してその犯罪行為を実行する決意を生じせしめ又は既に生じている決意を助長させるような勢いのある刺激を与える行為をすることであるから、表現活動としての性質を有している。しかしながら、表現活動といえども、絶対無制限に許容されるものではなく、公共の福祉に反し、表現の自由の限界を逸脱するときには、制限を受けるのはやむを得ないものであるところ、破壊活動防止法第39条及び第40条のような煽動は公共の安全を脅かす現住建造物等放火罪、騒乱罪等の重大な犯罪をひき起こす可能性のある社会的に危険な行為であるから、公共の福祉に反し、表現の自由の保護を受けるのはやむを得ないものというべきであり、破壊活動防止法第39条及び第40条のような煽動を処罰することが憲法第21条第1項に違反する者ではないことは明らか」として上告を棄却し、有罪判決が確定した。